# Фоминка (приток Айдара)
Фоминка (Фомин, Фомина) — река в Белгородской области России, протекает по Вейделевскому и Ровеньскому районам.
Устье реки находится в 250 км от устья реки Айдар по правому берегу. Длина реки составляет 14 км, площадь водосборного бассейна — 118 км².

## Данные водного реестра
По данным государственного водного реестра России относится к Донскому бассейновому округу, водохозяйственный участок реки — Айдар до границы РФ с Украиной, речной подбассейн реки — Северский Донец (российская часть бассейна). Речной бассейн реки — Дон (российская часть бассейна).
Код объекта в государственном водном реестре — 05010400412107000012994.